# 징심록
《징심록(澄心錄)》 신라 눌지 마립간 때 신라의 충신 박제상이 저술했다고 전해지는 역사서이다. 현전하지 않으며, 실존 여부에도 논란이 있다. 징심록의 일부분이 부도지이다.

## 같이 보기
- 부도지
- 박제상